# 薩萊諾省
薩萊諾省（義大利語：Provincia di Salerno）位於意大利西南部坎帕尼亞大區的西南部，首府及最大城市是同名的薩萊諾。薩萊諾省面積4,923平方公里，人口1,089,770（2005年）。
全省分為158個市镇。

## 外部連結
- 薩萊諾省官方網址（意大利文）